# 脱脂
脱脂（だっし、英語: degrease）とは、材料の表面に塗装する前に、塗料を弾く材料の表面の油分を取り除く表面処理である。
塗装や両面テープなどによる接着では、その接着面に油脂が付着している場合には極端にその接合力が弱まり、接着不良や塗装の付着不良（塗装はじき）が生じる。このように塗装や接着する工程の前に脱脂を行うことで、その塗装仕上がりや接着強度を高めることが可能で、塗装をはじめ、取り付け部材や製品などの最終仕上がりを高めるために必要な作業である。

## 方法
アセトンなどの有機溶剤を用いて、塗装すべき材料の表面を綺麗に拭き上げる。自動車の部分塗装を行う場合にはガソリンがよく用いられる。自動車ボデーの小傷を消すためのタッチアップペイントなど、個人的な作業として塗装する場合には中性洗剤を用いてもよいが、有機溶剤やガソリンと違って乾きにくいので、塗装前には十分に拭き取って乾燥させる必要がある。脱脂専用のスプレーなども市販されている。樹脂や木製品などの場合、紙やすりなどで研磨をおこなうことで脱脂も可能である。